# Путь мирного воина
Путь мирного воина (англ. Way of the Peaceful Warrior) — частично вымышленная, частично автобиографическая книга, основанная на ранней жизни автора Дэна Миллмэна (англ. Dan Millman), вышедшая в 1980 году. Книга стала бестселлером во многих странах. Первоначально книга имела скромные продажи, до того, как Хэл Крамер (Hal J. Kramer) из издательства New World Library переиздал её.
В начале 2006 года был выпущен фильм «Мирный воин», основанный на этом романе.

## Краткое содержание
История рассказывает о встрече молодого гимнаста Дэна Миллмэна и работника автозаправки по имени Сократ, который становится духовным учителем спортсмена. Он помогает Миллмэну познать истинный путь, чтобы стать «мирным воином».

## Сюжет
Дэн Миллмэн, начинающий гимнаст, чемпион мира по легкой атлетике, поступает в университет Калифорнии, Беркли, и его жизнь кажется успешной. Он выигрывает много призов на спортивных соревнованиях, неплохо справляется с учёбой и пользуется вниманием девушек.
Однако, в последнее время Дэну стали сниться ночные кошмары, где он находится в темном переулке. Перед ним стоит Смерть и уже собирается забрать его жизнь, когда из ниоткуда появляется старик и противостоит Смерти. Однажды ночью Дэн заходит на круглосуточную заправочную станцию, где встречает того самого старика из своих снов.
Миллмэн, занервничав, сразу пытается уйти, но, обернувшись, видит, что мужчина уже стоит на крыше. Удивившись, что он может передвигаться так быстро, Дэн завязывает с ним разговор и зовет его Сократом. Заинтересовавшись философией старика, парень начинает регулярно встречаться и беседовать с ним.
Сократ высмеивает Дэна, указывая на то, что он пойман в ловушку иллюзий, созданных собственным умом, что доставляет ему столько неприятностей. Дэн начинает вести дневник и удивляется, насколько запутан его разум. Он требует Сократа научить его. Наставник начинает свое посвящение, показывая Дэну видения всей его жизни; его цель; мир и «перестраивает» разум молодого человека. Старик говорит Миллмэну, что он должен отказаться от привычек и привязанностей и жить в настоящем, но предупреждает его, что этот путь будет болезненным. Но Дэна одурманивает другая протеже Сократа — загадочная девушка по имени Радость, которая неожиданно появляется.
Несколько недель спустя, Дэн попадает в аварию, где сильно повреждает правую ногу. Сократ приходит к парню и ускоряет процесс заживления. Он приводит Миллмэна в кафе, принадлежащее его бывшему ученику Иосифу, который подает простую еду. Сократ наставляет Дэна принять целибат, потреблять только легкую пищу и избегать одурманивающих веществ.
Дэн разочарован и однажды даже терпит неудачу, но возобновляет путь. Затем Сократ приступает к физическим тренировкам молодого человека, заставляя его работать, корректируя его осанку и дыхание, практикуя Тайцзицюань, медитации и айкидо и совершенствуя его гимнастические способности.
Дэн заканчивает университет и Сократ решает расстаться с ним. Теперь спортсмен должен идти дальше по своему пути самостоятельно. Дэн женится на девушке Линде, но брак не удаётся. Он путешествует по всему миру в течение шести лет, обучаясь новым физическим учениям, но он не в состоянии обрести покой. Удрученный, Дэн возвращается в Беркли, на старое место, о котором когда-то давно ему поведал Сократ.
Он снова встречает Сократа, которому теперь уже более ста лет. Учитель говорит Дэну, что тот уже близок к достижению своей цели. Озадаченный, Дэн следует за стариком к древнему захоронению коренных американцев. Под грозовыми вспышками двое заходят в пещеру. Молодой человек испытывает видение, в котором он умирает, но остается в сознании. Он наконец преодолевает свой страх смерти. Сократ напоминает Дэну его учения, говорит что он должен быть счастлив без какой-либо причины. Сократ и Дэн возвращаются домой. Но Сократ удивительным образом исчезает, предположительно умирает. Дэн возвращается домой мудрым человеком. Он влюбляется и женится на Джойс, которая и оказывается Радостью.

## Серия
Путь мирного воина сопровождается двумя продолжениями:
- Мистическое Путешествие Мирного Воина
- Путешествия Сократа

## Издания
- Way of the Peaceful Warrior: A Book That Changes Lives, H J Kramer, 20th Anniversary Edition, ISBN 0-915811-89-8
- Peaceful Warrior: The Graphic Novel, H J Kramer, ISBN 1-932073-48-5
- Путь мирного воина. Книга, которая меняет жизнь, София, ISBN 5-220-00062-4